# Stephen Hicks (Philosoph)

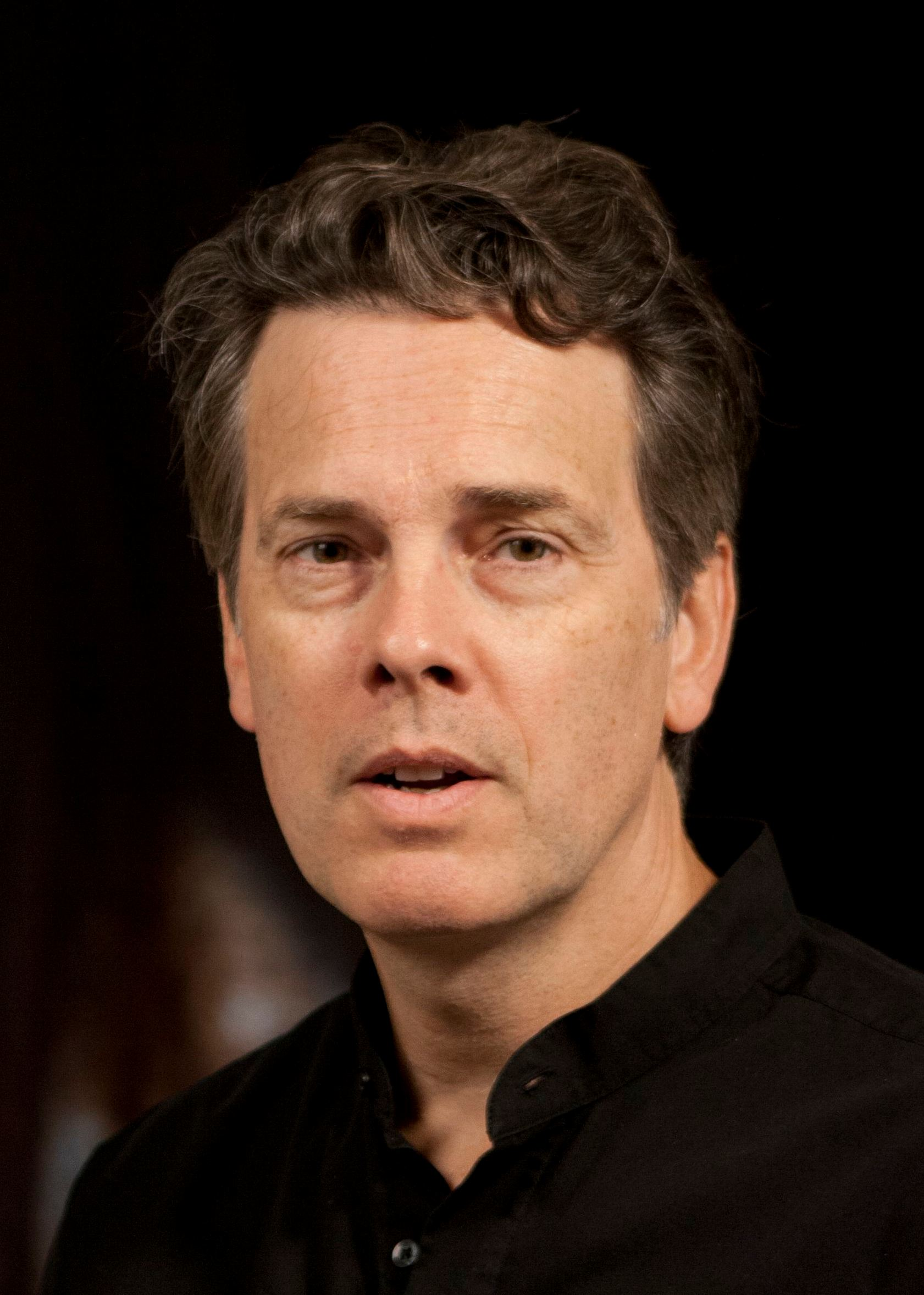
Stephen Hicks (2013)

Stephen Ronald Craig Hicks (* 19. August 1960 in Toronto) ist ein amerikanisch-kanadischer Philosoph. Er lehrt an der Rockford University, wo er auch das Center for Ethics and Entrepreneurship (Zentrum für Unternehmensethik) leitet.

## Biographie
Hicks erwarb seinen Bachelor of Arts (1981) und seinen Master of Arts an der University of Guelph. Seinen Doktor der Philosophie (1991) machte er an der Indiana University Bloomington. Seine Doktorarbeit war eine Verteidigung des Erkenntnistheoretischen Fundamentalismus.

## Publikationen
Hicks ist Autor von vier Büchern und einer Dokumentation. In seinem Werk Explaining Postmodernism: Skepticism and Socialism from Rousseau to Foucault (Scholarly Publishing, 2014; erweiterte Auflage, 2011; portugiesische Übersetzung, 2011; serbokroatische Übersetzung, 2011; persische Übersetzung, 2012; spanische Übersetzung, 2014; schwedische Übersetzung, 2014; polnische Übersetzung, 2016) argumentiert Hicks, dass die Postmoderne am besten als eine rhetorische Strategie von Intellektuellen und Akademikern auf der ganz linken Seite (far left) des politischen Spektrums verstanden werden kann, die als Reaktion auf das Scheitern von Sozialismus und Kommunismus entwickelt wurde.
Sein Dokumentarfilm und Buch Nietzsche and the Nazis (Ockham’s Razor, 2006, 2010; polnische Übersetzung, 2014; persische Übersetzung, 2014, ukrainische Übersetzung, 2016; spanische Übersetzung, 2016) ist eine Auseinandersetzung der ideologischen und philosophischen Wurzeln des Nationalsozialismus, genauer gesagt, wie Friedrich Nietzsches Ideen von Adolf Hitler und den Nazis benutzt und in einigen Fällen missbraucht wurden, um ihre Überzeugungen und Praktiken zu rechtfertigen. Es wurde 2006 als Dokumentarfilm und 2010 als Buch veröffentlicht.
Darüber hinaus hat Hicks Artikel und Aufsätze zu einer Reihe von Themen veröffentlicht. Darunter Unternehmertum, Redefreiheit in der Wissenschaft, die Geschichte und Entwicklung der modernen Kunst, Ayn Rands Objektivismus, Wirtschaftsethik und Bildungstheorie, einschließlich einer Reihe von YouTube-Vorlesungen.
Hicks ist auch der Mitherausgeber (mit David Kelley) eines Lehrbuch über kritisches Denken: The Art of Reasoning: Readings for Logical Analysis (W. W. Norton & Company, zweite Auflage, 1998) und Entrepreneurial Living (mit Jennifer Harrolle, CEEF, 2016).